# 鏡リュウジ

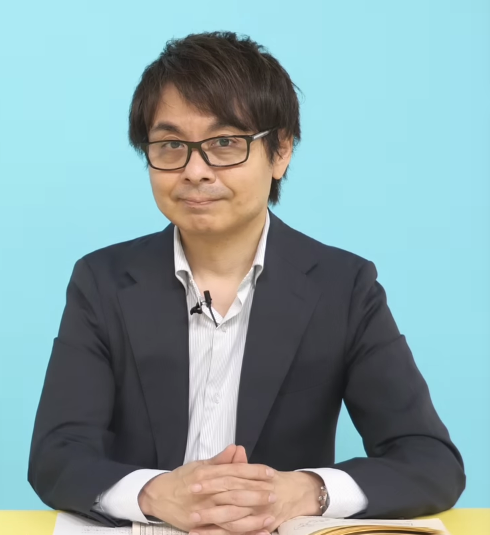
鏡リュウジ 2023年6月

鏡 リュウジ（かがみ リュウジ、本名：服部 彰浩、1968年3月2日 - ）は、日本の心理占星術研究家・翻訳家。京都文教大学客員教授。
女性誌の連載、著作、テレビ番組出演で西洋占星術やタロット占いを紹介。携帯サイトの監修なども行っている。その温厚な語り口で、ユング心理学をベースとした解説が特徴。また、青狼団という実在しない魔術団体名義での著書もいくつか出版されている。
なお青狼団が架空結社であることを鏡リュウジ自身が黒野忍の質問に答えている。
占星術研究家という肩書は、占い師にも冷笑家や懐疑論者にもなりきらない、占いというものに対する自分のアンビバレントな感情を反映していると自ら述べている。

## 来歴
京都府出身。母親は1964年に日本で初めての「きもの教室」を開校した服部和子きもの学院長の服部和子。10歳の頃に知ったタロットカードをきっかけに占いに興味を持つ。当時でもタロットによる的中率は低くない。東山高等学校、国際基督教大学卒業。同大学院修士課程修了（ユングの批判的研究）。2006年2月から平安女学院大学客員教授に就任。英国占星術協会会員、日本トランスパーソナル学会理事。かつてイギリスの魔術団「光の侍従 (SOL) 」に所属していた。そこにおけるイニシエーションの報告をオカルト雑誌に公表した。度々イギリスに渡航している。

## ペンネームの由来
鏡は、「鏡みたいでありたい」という思いから。ただ、あまり深い意味はないとのこと。リュウジは、リュウが好きだったため。

## 家族
母の服部和子は悉皆屋の娘で、ミス西陣、ミスきものに選ばれたのちモデルとなり、1964年に27歳で着付け教室「服部和子きもの学院」を開校、京都下京区室町の和装小物会社経営者と結婚したが、夫の会社が不調となり、10歳の鏡と長女の有樹子を連れて離婚、夫の会社はその後倒産した。妹の服部有樹子は母親の学院の副院長を務める。

## 主な出演番組
- ソロモン流（テレビ東京系）
- 情熱大陸（毎日放送制作、TBS系）
- グータン〜自分探しバラエティ〜（関西テレビ制作、フジテレビ系）
- レディス4（テレビ東京制作）
- 鏡リュウジのフォーチュン・パワー（テレビ大阪制作、テレビ東京系）
- 鏡リュウジの星ものがたり (LaLa TV) 他
- ソリトン（NHK）

## 主な連載誌
- POPEYE（マガジンハウス）
- VoCE（講談社）
- with（講談社）
- KANSAI1週間（講談社）
- MISTY（実業之日本社）他、特集・インタビュー等多数掲載。
- ムー：儀式魔術（英語版）・魔女術について関連記事多数執筆。
- MyCalendar（説話社）

## 著作
- 『魂の西洋占星術』学習研究社　1991
- 『ウイッチクラフト(魔女術) 都市魔術の誕生』柏書房　1992
- 『神聖ルーン・タロット占術』学習研究社　Elfin books series　1993
- 『世界史・戦慄の魔女狩り 血ぬられた魔女裁判の恐怖』日本文芸社　にちぶん文庫　1993
- 『ドキドキ夢うらない』小学館ミニレディー百科シリーズ　1993
- 『ひみつの占い あなただけにそっと教える』中里まっち画　小峰書店　てのり文庫　1993
- 『女29歳迷いを断つ「占星術」』実業之日本社　1994
- 『世界史・恐るべき予言者たち 世界を震撼させた驚異の秘術』日本文芸社　にちぶん文庫　1994
- 『大幸運トランプ占い』学習研究社　1994
- 『魔女のおまじない ねがいごとなんでもOK』小峰書店　てのり文庫　1994
- 『奇跡の言葉』学習研究社　1995
- 『月の魔法 月のきれいな夜には、きっとどこかで恋が生まれる』片岡弘道写真　ごま書房　1995
- 『幸運の本』片岡弘道写真　マガジンハウス　1996
- 『魂の言葉』学習研究社　1997
- 『星のまなざし、大地のためいき Soul in the box』PARCO　1998
- 『12星座・あなたの運命』日本放送出版協会　1999
- 『占いはなぜ当たるのですか』（講談社）1999 のち文庫
- 『オルフェウスの卵』実業之日本社　1999　のち文春文庫
- 『恋するワイン』講談社　1999
- 『アニマの香り 鏡リュウジ対話集』雲母書房　2001
- 『占星綺想』青土社　2001
- 『天使のしあわせ運び』二見書房　2001
- 『タロット こころの図像学』河出書房新社　2002
- 『鏡リュウジの魔女入門』柏書房　2003
- 『天使はあなたのそばにいる』ソニー・マガジンズ　ブルーム・ブックス　2003
- 『願い事をかなえる28の魔法』片岡弘道写真　ソニー・マガジンズ　ブルーム・ブックス　2003
- 『はじめてのタロット』荒井良二絵　ホーム社 2003
- 『タロット魔法未来からの伝言』集英社be文庫 2004
- 『女神の法則』世界文化社　2004
- 『鏡リュウジの月が導く魔法の法則』（主婦の友社）2006
- 『鏡リュウジのプラネット・セラピー 星の魔法で幸福をつかむ』（マガジンハウス）2006
- 『鏡リュウジ星のワークブック ホロスコープが自分で読める』講談社　2006
- 『「占い脳」でかしこく生きる (14歳の世渡り術)』（河出書房新社）2007
- 『開運!星が導く京都ガイド』講談社　2007
- 『鏡リュウジの星座でわかる運命事典プチ』ヴィレッジブックス ブルーム・ブックス 2007
- 『はじめての占星術』（ホーム社）荒井良二絵、2007
- 『キキララ☆愛の星うらない』（小学館）2008
- 『キキララ☆恋のタロット占い』（二見書房）2008
- 『誕生日バイブル』（ヴィレッジブックス）2008
- 『ハッピーになれる　バースデー占い』（金の星社）2008
- 『あなたの星座と運命』説話社、2009
- 『ハローキティのタロット占い』ランダムハウス講談社　2009
- 『ハッピーになれる　夢占い』（金の星社　2010
- 『星の宝石箱 運を呼び込むジュエリー&パワーストーン』集英社　2010
- 『京都&イギリス パワースポット巡礼 鏡リュウジの「運命を変える旅」』マガジンハウス　2011
- 『食の魔法 願いをかなえるパワーフード』オレンジページ　2011
- 『月占い』武田ランダムハウスジャパン　2011
- 『ハートの言葉 心で読む名言集』学研パブリッシング 2011
- 『鏡リュウジの占い大事典』説話社 2013
- 『鏡リュウジの星告 2014』成美堂出版 2013
- 『鏡リュウジ星のワークブック 相性編』講談社 2013
- 『××座の君へ Wake up your true self!』サンクチュアリ出版 2013
- 『鏡リュウジ星語り 2015』KADOKAWA 2014
- 『秘密のルノルマン・オラクル』夜間飛行 2014
- 『(プトレマイオス式) 星座オラクルカード 星の神々が告げる未来のメッセージ』貴希画 河出書房新社 2014
- 『あなたの願いをかなえる、星座案内』サンクチュアリ出版 2015
- 『占星術の文化誌』原書房 2017
- 『鏡リュウジの占星術の教科書Ⅰ：自分を知る編』 原書房 2018
- 『鏡リュウジの占星術の教科書 II:相性と未来を知る編』 原書房 2018
- 『占いはなぜ当たるのですか』 説話社 2020
- 『鏡リュウジの占星術の教科書III:深く未来を知る ステップアップ編』 原書房 2020
- 『明日はどんな日? 星占いを"使う"本』 説話社 2021

### 共編著
- 『ルネーション占星術 月が語る恋のゆくえ』小泉茉莉花共著　大陸書房　1992
- 『天使の本 きっと何かいいことが起こる』渡辺慎一郎共著　ごま書房　1994
- 『天使うらない』庄司いずみ共著 小学館　キッズ・ポケット・ブックス　1995
- 『1999をぶっとばせ!』松村潔共著　アスペクト　1997
- 『鏡リュウジ魂の占星術への招待』岡本翔子共著 日本フューチャーカウンセラー協会編　ブラス出版　1998
- 『2000年運命の占星術』中谷マリ共著　講談社文庫　1999
- 『サウンド・ホロスコープ For the star gazing lovers』坂本彰範共著　経済界　1999
- 『鏡リュウジの星座占い射手座』（ほか12星座）中谷マリ, 清水きよみ共著　新潮社　2000
- 『心の中の「星」を探す旅 わたしって本当は何だろう』鎌田東二共著　PHP研究所　2002
- 『魔法のごちそう あなたの運命を変える』植竹隆政共著　世界文化社　2003
- 『星座でわかる運命事典』中谷マリ,清水きよみ共著　ソニー・マガジンズ　ブルーム・ブックス　2004
- 『ダヤンのタロットカード』（白泉社）池田あきことの共著、2005
- 『12星座の恋物語』（新潮社）角田光代との共著、2006　のち文庫
- 『星占いのしくみ 運勢の「いい」「悪い」はどうやって決まるのか?』石井ゆかり (占星術師)共著　平凡社新書　2009
- 『タロッカ』トゥルーリ・オカモチェク, 柿木原政広共著 美術出版社 2012
- 『ユング・タロット』マギー・ハイド共著 説話社 2012

### 監修
- 『カービィの夢うらない』さくま良子著 小学館 1994

### 訳書
- 『愛のクリスタル 大地からのパワー』コニー・チャーチ 二見書房　1992
- 『ルーン・ストーン占い 魔力伝説』D.J.クーパー 二見書房　1993
- 『聖魔女術 スパイラル・ダンス 大いなる女神宗教の復活』スターホーク 北川達夫共訳　国書刊行会　1994
- 『占星学』リズ・グリーン 岡本翔子共訳　青土社　1994
- 『天使伝説』パオラ・ジオベッティ 柏書房　1994
- 『天使の事典 バビロニアから現代まで』ジョン・ロナー 宇佐和通共訳　柏書房　1994
- 『月世界大全 太古の神話から現代の宇宙科学まで』ダイアナ・ブルートン 青土社　1996
- 『聖者の事典』エリザベス・ハラム編 宇佐和通共訳　柏書房　1996
- 『夢の世界』デイヴィット・フォンタナ 河出書房新社　図説聖なる言葉叢書　1997
- 『魂のコード 心のとびらをひらく』ジェイムズ・ヒルマン 河出書房新社　1998
- 『宇宙との交感』ジェフリー・コーネリウス, ポール・デヴェルー 阿部秀典共訳 河出書房新社 図説聖なる言葉叢書 1999
- 『ユングと占星術』マギー・ハイド 青土社　1999
- 『老いることでわかる性格の力』ジェイムズ・ヒルマン 河出書房新社　2000
- 『占星術百科』ジェームズ・R.ルイス 監訳　原書房　2000
- 『いっしょにいると疲れる人 「くされ縁」の人間関係の研究』バーバラ・E.ホルト 講談社　2001
- 『世界お守り大全 ビジュアル版』デズモンド・モリス 監訳　東洋書林　2001
- 『内なる惑星 ルネサンスの心理占星学』トマス・ムーア 青木聡共訳　青土社　2002
- 『図説世界占術大全 魔術から科学へ』アルバート・S.ライオンズ 監訳　原書房　2002
- 『魔法の杖』ジョージア・サバス 監訳　ソニー・マガジンズ　2002
- 『レディ・イン・ザ・ウォーター 眠れないベッドタイム・ストーリー』M・ナイト・シャマラン　ランダムハウス講談社 2006
- 『図説宝石と鉱物の文化誌 伝説・迷信・象徴』ジョージ・フレデリック・クンツ 監訳.原書房　2011
- ニコラス・キャンピオン『世界史と西洋占星術』監訳 宇佐和通, 水野友美子訳 柏書房 2012
- レイチェル・ポラック『タロットバイブル 78枚の真の意味』監訳 現代タロット研究会訳 朝日新聞出版 2012
- メアリー・K・グリーア『タロットワークブック あなたの運命を変える12の方法』監訳 現代タロット研究会訳 朝日新聞出版 2012
- キャロル・S・ピアソン『英雄の旅 ヒーローズ・ジャーニー 12のアーキタイプを知り、人生と世界を変える』監訳 鈴木彩織訳 実務教育出版 2013
- リズ・グリーン, ジュリエット・シャーマン=バーク著 トリシア・ニューウェル画『神託のタロット ギリシアの神々が深層心理を映し出す』監訳 原書房 2014
- リズ・グリーン『占星学（新・新版）』岡本翔子、青土社、2019年。ISBN 978-4-7917-7212-4。

## 関連図書
- アレクサンドリア木星王『路地裏占い読本―有名占星家への告発状』魔女の家BOOKS
- アレクサンドリア木星王『寝不足占い読本―米国騒然!眠れる予言者の幻の日記発見 』魔女の家BOOKS